# Podunajské Biskupice
Podunajské Biskupice (bis 1944 slowakisch „Biskupice pri Dunaji“ – bis 1927 „Biskupice“; deutsch Bischdorf; ungarisch Pozsonypüspöki – bis 1907 Püspöki) ist ein ehemals selbstständiger Ort und heutiger Stadtteil im Südosten Bratislavas mit 23.465 Einwohnern (Stand 31. Dezember 2022).

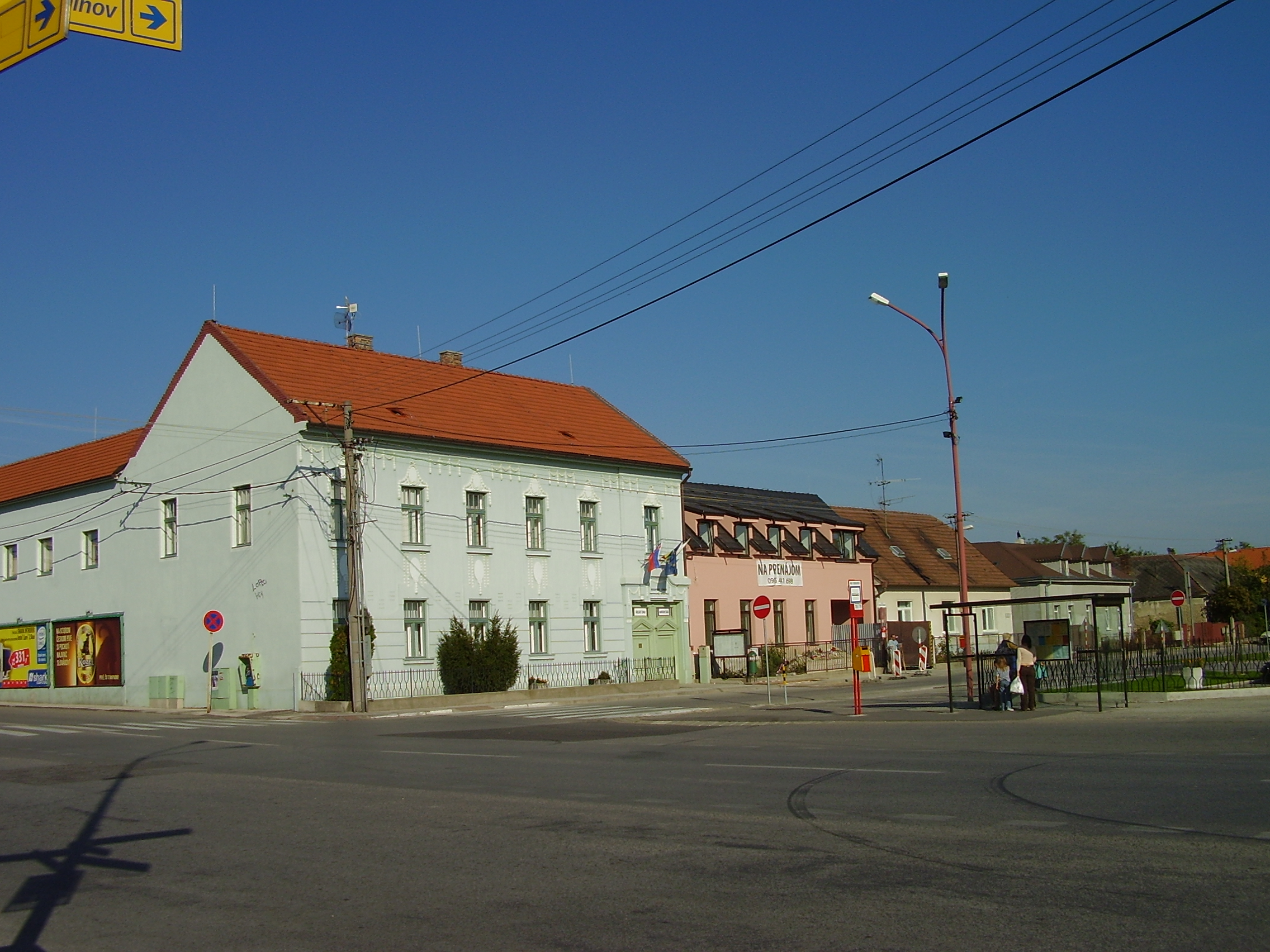
Amtshaus in Podunajské Biskupice

## Geographie
Der Stadtteil befindet sich in der Donauebene im slowakischen Donautiefland, am nordwestlichen Ende der Großen Schüttinsel, mit einem Anteil am linken Ufer Donau, als der Strom über das Staubecken Hrušov in das Wasserkraftwerk Gabčíkovo fließt und mit einem kleineren Anteil an der Kleinen Donau. Das Zentrum des Stadtteils liegt auf einer Höhe von 133 m n.m. und ist neun Kilometer vom Stadtzentrum Bratislavas entfernt.
Podunajské Biskupice grenzt an Vrakuňa im Norden, Most pri Bratislave (Katastralgemeinden Most pri Bratislave und Studené) im Nordosten und Osten, Dunajská Lužná (Ortsteil Nové Košariská) und Rovinka im Südosten, Kalinkovo und über ein Viereck Čunovo im Süden, Rusovce und Jarovce im Südwesten sowie Ružinov (Katastralgemeinde Nivy) im Westen und Nordwesten.

## Beschreibung und Geschichte
Das Gebiet von Podunajské Biskupice war bereits in der Römerzeit bewohnt, als in der Nähe der Donaulimes verlief, zudem kreuzte ein Ast der Bernsteinstraße das Gebiet. Von der Anwesenheit der Römer zeigt einerseits ein Meilenstein aus der Regierungszeit des Kaisers Severus Alexander sowie Steinfragmente in der örtlichen Pfarrkirche. Nach Ansicht des Historikers Peter Püspöki Nagy stand hier möglicherweise eine römische Siedlung namens Arrianae. Bei archäologischen Untersuchungen vor dem Bau der Ringautobahn D4 im Jahr 2017 wurden Überreste eines kurzlebigen germanischen Hofs aus dem späten 4. Jahrhundert sowie eine Grabstätte aus der Zeit des Awaren-Khaganats (8. bis 9. Jahrhundert) mit 485 individuellen Skelettgräbern und mehreren Tausend Einzelfunden festgestellt. Nach der Annahme des Christentums durch die Awaren soll hier 836 eine Kirche gestanden sein. Bezeichnungen des Gebiets zu dieser Zeit waren Vetvár (awarisch, mit der Bedeutung „wässriges Gebiet“) und das germanische Kirichbach.
Der ursprüngliche ungarische Name des Ortes war "Püspöki" (dt.: "Bischdorf") und gehörte bis zum Ende des Ersten Weltkrieges dem historischen Komitat Preßburg an. Die Ortschaft lag am nördlichen Ende der Großen Schüttinsel . In alten Urkunden des Erzbistums Gran wurde Püspöki bereits im Jahre 1221 erwähnt. Das Erzbistum Gran war auch über Jahrhunderte hinweg Majoratsherr des Dorfes.
Bis zum Jahre 1918 gehörte die Ortschaft zum Königreich Ungarn. Im Vertrag von Trianon wurde Püspöki zusammen mit der gesamten Großen Schüttinsel der neu gegründeten Tschecho-Slowakei zugesprochen. Der Name des Ortes wurde slowakisiert und erhielt den Namen "Biskupice" (ab 1927 "Biskupice pri Dunaji"). 1944 wurde der Nachbarort Komárov (deutsch Muckendorf) eingemeindet.
Seit dem 1. Januar 1972 gehört der Ort Podunajské Biskupice als Stadtteil zur Stadt Bratislava. Der Fläche nach bildet der Ort den größten Teil der heutigen Hauptstadt der Slowakei.
Im Jahre 2006 wurde mit der niederösterreichischen Marktgemeinde Orth an der Donau eine Partnerschaft angestrebt.

## Bevölkerungsentwicklung
Nach der Volkszählung 2011 wohnten im Stadtteil Podunajské Biskupice 20.611 Einwohner, davon 17.351 Slowaken, 2231 Magyaren, 201 Tschechen, 43 Roma, 41 Mährer, 35 Russinen, 30 Ukrainer, 21 Deutsche, 17 Bulgaren, 16 Polen, 10 Serben, sieben Kroaten sowie jeweils vier Juden und Russen. 73 Einwohner gaben eine andere Ethnie an und 527 Einwohner machten keine Angabe zur Ethnie.
11.946 Einwohner bekannten sich zur römisch-katholischen Kirche, 767 Einwohner zur Evangelischen Kirche A. B., 188 Einwohner zur griechisch-katholischen Kirche, 110 Einwohner zu den Zeugen Jehovas, 108 Einwohner zur reformierten Kirche, 82 Einwohner zur orthodoxen Kirche, 57 Einwohner zu den christlichen Gemeinden, jeweils 50 Einwohner zu den Baptisten und zur evangelisch-methodistischen Kirche, 37 Einwohner zur apostolischen Kirche, 19 Einwohner zu den Brethren, 16 Einwohner zur tschechoslowakischen hussitischen Kirche, 13 Einwohner zur jüdischen Gemeinde, sieben Einwohner zur altkatholischen Kirche, jeweils sechs Einwohner zu den Mormonen und zu den Siebenten-Tags-Adventisten und fünf Einwohner zur Bahai-Religion. 241 Einwohner bekannten sich zu einer anderen Konfession, 5502 Einwohner waren konfessionslos und bei 1401 Einwohnern wurde die Konfession nicht ermittelt.
Bis in die 1930er Jahre war der Ort ein ungarisches Dorf, mit mehrheitlich magyarischer Bevölkerung. Nach dem Zweiten Weltkrieg hat sich die Bevölkerungsstruktur stark verändert, da viele einheimische magyarische Familien nach Ungarn ausgesiedelt, bzw. nach Tschechien zwangsdeportiert wurden. Heute leben in Podunajské Biskupice mehrheitlich Slowaken. Der Bevölkerungsanteil der Magyaren an der Gesamtbevölkerung beträgt (2011) etwa 10 %.
Die statistischen Einwohnerzahlen waren folgende:

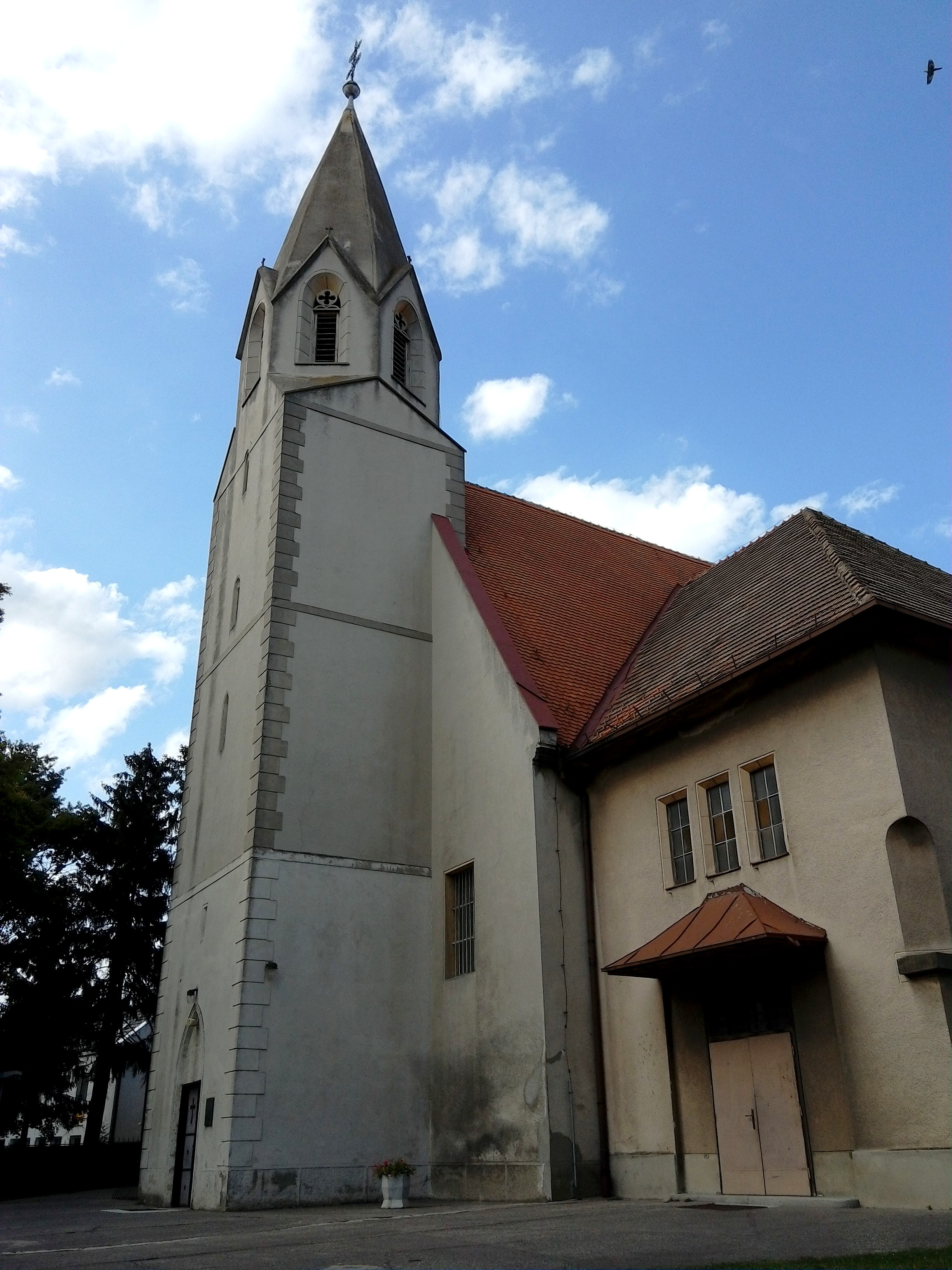
Katholische Pfarrkirche St. Nikolaus

1890
Gesamt: 1789 Einwohner
Magyaren: 1572 Einwohner
Slowaken: 36 Einwohner
1921
Gesamt: 2439 Einwohner
Magyaren: 2248 Einwohner
Slowaken: 91 Einwohner
1930
Gesamt: 3108 Einwohner
Magyaren: 2509 Einwohner
Slowaken: 380 Einwohner

## Kultur und Sehenswürdigkeiten

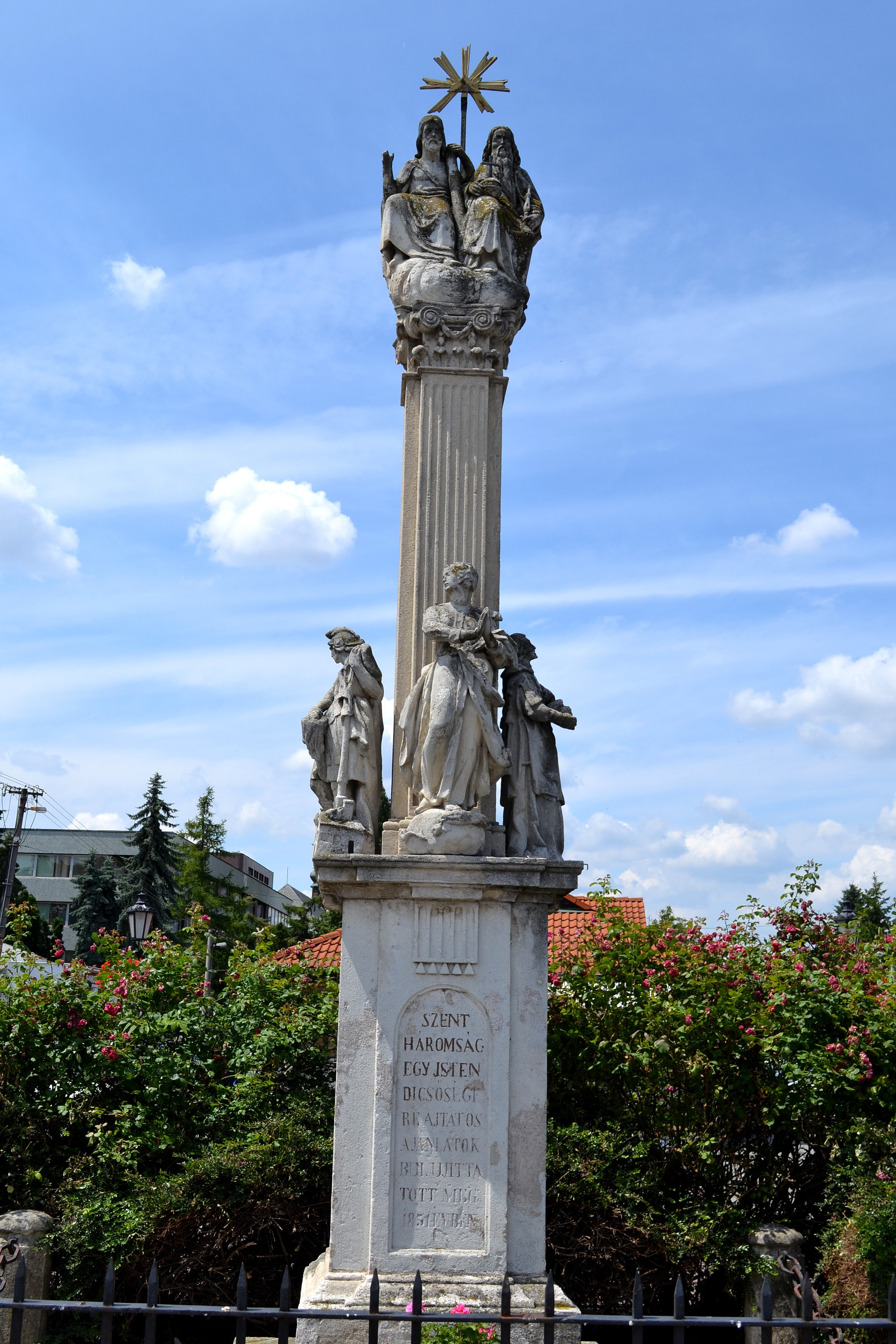
Säule der Hl. Dreifaltigkeit in der Ortsmitte von 1851

Die katholische Pfarrkirche St. Nikolaus stammt aus dem 13. Jahrhundert. 1730 wurde die barocke Dreifaltigkeitssäule aufgestellt. Weiterhin gibt es eine griechisch-katholische Kirche und ein Kloster der Barmherzigen Schwestern vom heiligen Kreuz; in der Klosterkirche werden seit 2003 die sterblichen Überreste der seligen Zdenka Schelingová verehrt.
Siehe auch: Liste der denkmalgeschützten Objekte im Okres Bratislava II

## Verkehr
Durch den Stadtteil verlaufen die Bratislavas Ringautobahn D4 sowie die von Bratislava nach Dunajská Streda verlaufende Schnellstraße R7, die sich südlich des bebauten Ortsgebietes im Ortsteil Ketelec am Autobahnknoten Bratislava-juh kreuzen. Anschlussstellen an der D4 sind Bratislava-Podunajské Biskupice und Bratislava-Vrakuňa. Weiter westlich führt die D4 über die fast 3 km lange Donaubrücke Lužný most nach Jarovce und direkt zur österreichischen Grenze. Parallel zur R7 führt die Cesta I. triedy 63 („Straße 1. Ordnung“), hier als Straße Ulica svornosti bekannt. Im bebauten Ortsgebiet sind die vierspurig ausgebaute Straße Kazanská sowie die Straßen Vetvárska und Odeská durch den alten Ortskern bedeutend.
Östlich am Ort vorbei führt die Bahnstrecke Bratislava–Komárno mit dem Bahnhof Podunajské Biskupice, mit mehreren täglichen Vorortsverbindungen. Im Stadtverkehr ist der Stadtteil durch Autobus- und O-Bus-Linien des Kommunalbetriebs Dopravný podnik Bratislava erschlossen. Ein Anschluss an das städtische Straßenbahnsystem ist in Planung.

## Liste bedeutender Persönlichkeiten mit Bezug zu Podunajské Biskupice

### Hier geborene Persönlichkeiten
- Josef Adam Thiard-Laforest (1841–1897), Musiker und Regens Chori beim Preßburger Kirchenmusikverein
- Peter Püspöki Nagy (* 1944), Heraldiker und Historiker

### Persönlichkeiten mit Bezug zu Podunajské Biskupice
- Zdenka Schelingová (1916–1955), Ordensschwester

## Historische Landkarten

Bischdorf und seine Umgebung um 1883 (Aufnahmeblätter der Landesaufnahme)
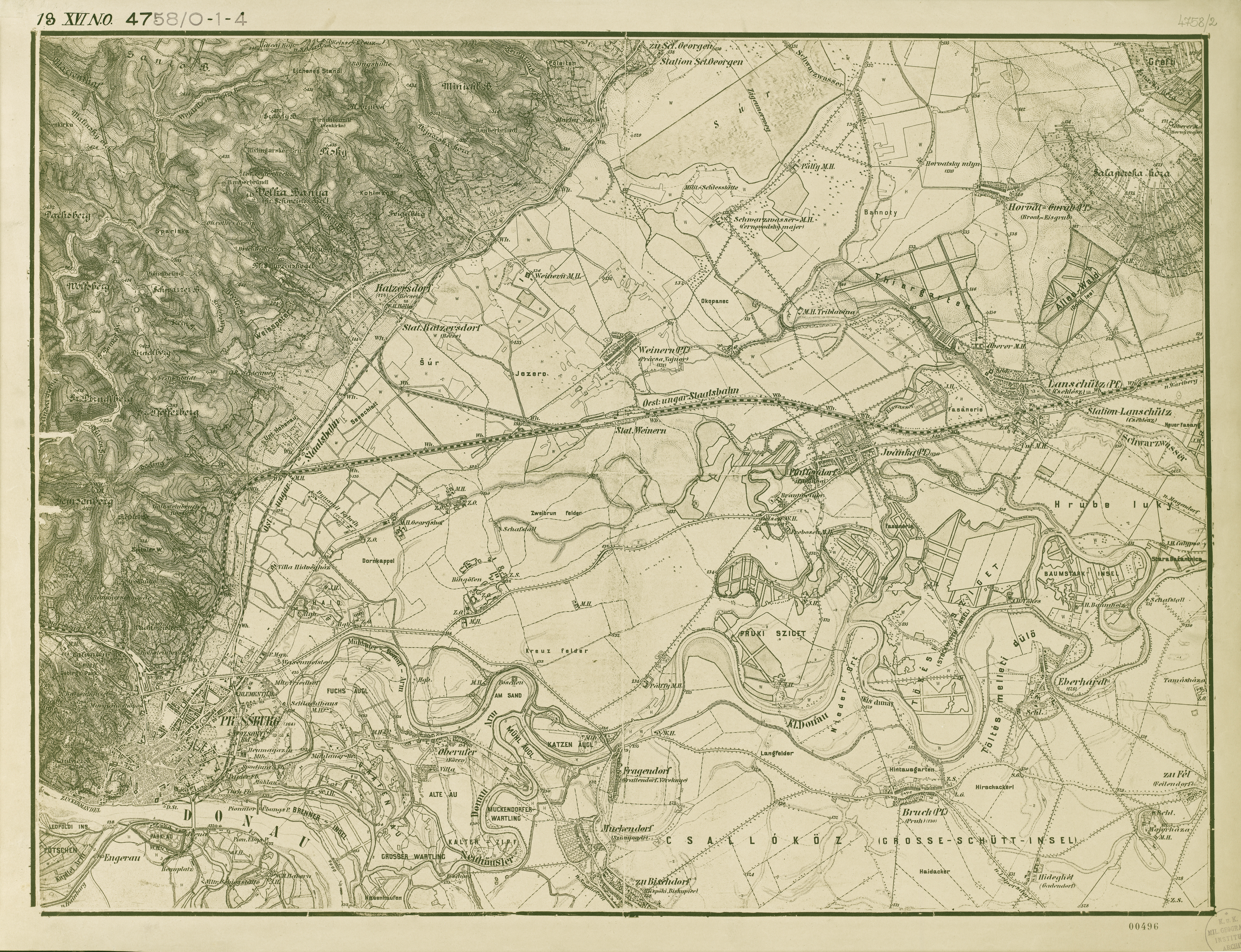
Nördliche Umgebung von Bischdorf
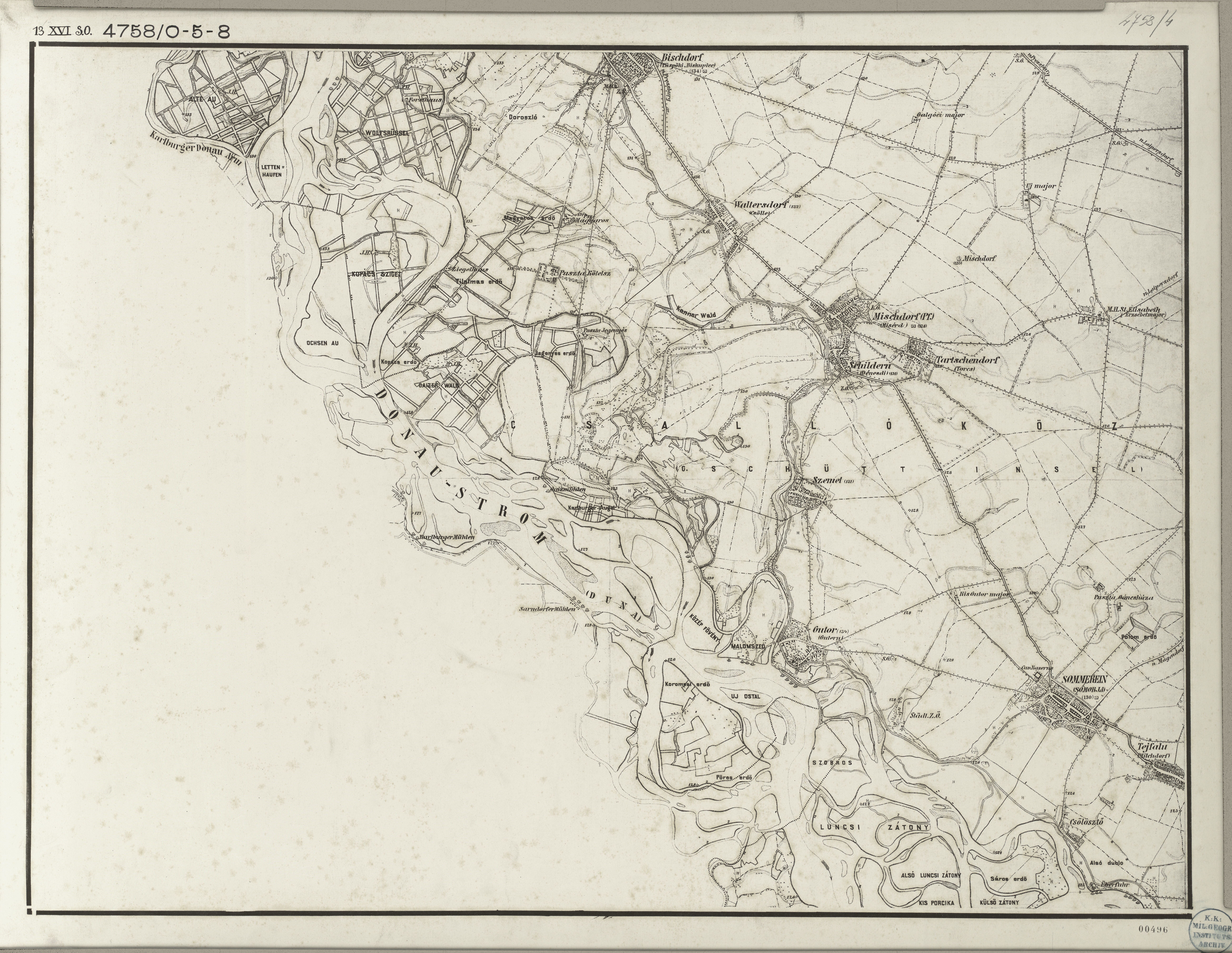
Bischdorf (Mitte oben) und seine südliche Umgebung auf der Großen Schüttinsel